# Тилгонка
Тилгонка — река в России, протекает по Даниловскому району Ярославской области; левый приток реки Конча.
Сельские населённые пункты около реки: Ивановское, Поповское.